# دومینیک آندرس
دومینیک آندرس (انگلیسی: Dominic Andres؛ زادهٔ ۶ اکتبر ۱۹۷۲) ورزشکار کرلینگ اهل سوئیس بود.